# Tony Leung Chiu-Wai
Tony Leung, nato Leung Chiu-wai (梁朝偉S, Liáng CháowěiP; in cantonese Lèuhng Chìuh Wáih; Hong Kong, 27 giugno 1962), è un attore hongkonghese.
Per distinguerlo da Tony Leung Ka-Fai, ad Hong Kong lo si chiama spesso "Little Tony" (l'altro è chiamato "Big Tony"). Ha vinto il Prix d'interprétation masculine al Festival di Cannes per In the Mood for Love.

## Biografia
Leung è nato ad Hong Kong il 27 giugno del 1962 da una famiglia originaria di Taishan, nella vicina provincia del Guangdong. Ha trascorso un'infanzia difficile, caratterizzata dalla negativa figura del padre, alcolizzato ed abituale giocatore d'azzardo, e dai litigi dei genitori per questioni di soldi. Suo padre abbandonò la famiglia quando Leung aveva solo otto anni. 
Leung ha frequentato una scuola privata, che lasciò all'età di 15 anni per problemi economici. Sua madre è sempre stata un punto di riferimento; in un'intervista ha affermato che vede sua madre come un eroe, poiché ha cresciuto da sola due bambini (lui e sua sorella).
Dopo aver lasciato la scuola, Leung ha svolto varie professioni, tra cui il fattorino e il commesso in un centro commerciale di Hong Kong. Il suo incontro con l'attore Stephen Chow, con cui ha stabilito un grande rapporto di amicizia, è stato l'evento decisivo per iniziare la carriera da attore. Nel 1982 ha frequentato i corsi di formazione televisiva del canale tv cinese TVB e ha iniziato la carriera in tv come ospite in un programma per bambini, intitolato 430 Space Shuttle. Dopo aver continuato a fare carriera in commedie e serie tv e con piccoli ruoli in film cinematografici, ha raggiunto la notorietà internazionale nel 1989 con il film Città dolente, vincitore di un leone d'oro alla mostra internazionale d'arte cinematografica di Venezia.
Negli anni '90 ha scelto di non entrare nel cinema hollywoodiano perché, così facendo, avrebbe cambiato la sua immagine a Hong Kong. Nel 2014 è stato scelto come membro della giuria per il 64º Festival internazionale del cinema di Berlino. Nel luglio del 2019, durante il San Diego Comic-Con, viene annunciato ufficialmente il suo ingaggio nel Marvel Cinematic Universe per il ruolo del villain Mandarino nel film Shang-Chi e la leggenda dei Dieci Anelli uscito nel 2021.

## Vita privata
Il 21 luglio 2008 Leung ha sposato l'attrice cinese Carina Lau, conosciuta nel 1984. Il matrimonio, celebrato e festeggiato in stile reale, ha suscitato molto interesse nei media cinesi.

## Filmografia

### Cinema
- Vendetta a Hong Kong (Forced Vengeance), regia di James Fargo (1982)
- Fung kwong 83, regia di Yuen Chor (1983)
- Hua xin hong xing, regia di Alfred Cheung, Yuen Chor e Jing Wong (1985)
- Qing chun chai guan, regia di Kar-Hung Yau (1985)
- Din lo jing juen, regia di Derek Yee (1986)
- Dei ha ching, regia di Stanley Kwan (1986)
- Kai xin kuai huo ren, regia di Tim-Sing Lee (1987)
- Yan man ying hung, regia di Derek Yee (1987)
- Tie jia wu di Ma Li Ya, regia di David Chung (1988)
- Seven Warriors (Zhong yi qun ying), regia di Terry Tong (1989)
- Two Painters (Liang ge you qi jiang), regia di Kan-Ping Yu (1989)
- My Heart is that Eternal Rose (Sat sau woo dip mung), regia di Patrick Tam (1989)
- Città dolente (Beiqing chengshi), regia di Hou Hsiao-hsien (1989)
- Yi tian tu long ji, regia di Kent Cheng (1989)
- Mo hua qing, regia di Taylor Wong (1990)
- Bullet in the Head, regia di John Woo (1990)
- Days of Being Wild (A Fei zheng chuan), regia di Wong Kar-wai (1991) - cameo
- Sa Tam Chai yue Chow Si Lai, regia di Ki Yee Chik e Johnnie To (1991)
- Chung Wan ying hung, regia di Herman Yau (1991)
- Qian wang 1991, regia di Ronnie Yu (1991)
- Ng foo jeung: Guet lip, regia di Eric Tsang (1991)
- Storia di fantasmi cinesi 3 (Sien lui yau wan III: Dou dou dou), regia di Siu-Tung Ching (1991)
- Ho moon yeh yin, regia di Alfred Cheung, Tung Cho "Joe" Cheung, Clifton Ko, Tsui Hark (1991)
- Hard Boiled (Lat sau san taam), regia di John Woo (1992)
- Tek dou bou, regia di Johnnie To (1992)
- Ah Fei yu Ah Kei, regia di Blackie Ko (1992)
- Ge ge de qing ren, regia di Lawrence Ah-Mon (1992)
- Hei yi bu zhi Shou du qing shen, regia di Eric Tsang (1992)
- Xin liu xing hu die jian, regia di Michael Mak (1993)
- Se diu ying hung: Dung sing sai jau, regia di Jeffrey Lau (1993)
- Feng chen san xia, regia di Peter Chan, Chi-Ngai Lee (1993)
- Wai Siu Bo: Fung ji kau lui, regia di Blackie Ko (1993)
- Xin xian he shen zhen, regia di Benny Chan (1993)
- Mo lu ying xiong, regia di Yen-Ping Chu (1993)
- Qing ren zhi ji, regia di Teddy Chan (1993)
- Xin nan xiong nan di, regia di Peter Chan (1993)
- Shen long du sheng: Qi kai de sheng, regia di Jacky Yee Wah Pang (1994)
- Hong Kong Express (Chung hing sam lam), regia di Wong Kar-wai (1994)
- Dang cheuk nei wooi loi, regia di Chi Leung 'Jacob' Cheung (1994)
- Ashes of Time (Dung che sai duk), regia di Wong Kar-wai (1994)
- Liu mang yi sheng, regia di Chi-Ngai Lee (1995)
- Jiu shi shen gun, regia di Chi-Ngai Lee (1995)
- Cyclo (Xích lô), regia di Trần Anh Hùng (1995)
- Tou tou ai ni, regia di Long-Cheung Tam (1996)
- Xong xing zi: Zhi jiang hu da feng bao, regia di Herman Yau (1996)
- Happy Together (Chun gwong cha sit), regia di Wong Kar-wai (1997)
- Jui gaai paak dong: Jui gai paak dong, regia di Kar Lok Chin (1997)
- Hak yuk duen cheung goh: Chai sang jue yuk, regia di Billy Hin-Shing Tang (1997)
- The Longest Nite (Aam fa), regia di Tat-Chi Yau (1998)
- Chiu si hung yiu oi, regia di David Lai e Jeffrey Lau (1998)
- Hai shang hua, regia di Hou Hsiao-hsien (1998)
- Mui tin oi nei 8 siu si, regia di James Yuen (1998)
- In fuga per Hong Kong (Boh lei chun), regia di Vincent Kok (1999)
- Tokyo Raiders - Nell'occhio dell'intrigo (Dong jing gong lüe), regia di Jingle Ma (2000)
- In the Mood for Love (Fa yeung nin wa), regia di Wong Kar-wai (2000)
- Hap gwat yan sam, regia di Tak-Hei Tang (2000)
- Tung gui mat yau, regia di Joe Ma (2001)
- Yau ching yam shui baau, regia di Jing Wong (2001)
- Chinese Odyssey 2002 (Tian xia wu shuang), regia di Jeffrey Lau (2002)
- Hero (Yīng xióng), regia di Zhang Yimou (2002)
- Infernal Affairs (Wújiàn dào), regia di Andrew Lau e Alan Mak (2002)
- Hung wun chiu yun, regia di Vincent Kok (2003)
- Infernal Affairs III - Affari sporchi (Mou gaan dou III), regia di Andrew Lau e Alan Mak (2003)
- Di xia tie, regia di Joe Ma (2003)
- 2046, regia di Wong Kar-wai (2004)
- Han cheng gong lüe, regia di Jingle Ma (2005)
- Confession of Pain - L'ombra del passato (Shang cheng), regia di Andrew Lau e Alan Mak (2006)
- Lussuria - Seduzione e tradimento (Se, jie), regia di Ang Lee (2007)
- La battaglia dei tre regni (Chi bi), regia di John Woo (2008)
- Dai moh seut si, regia di Tung-Shing Yee (2011)
- Ting feng zhe, regia di Felix Chong e Alan Mak (2012
- The Grandmaster (Yut doi jung si), regia di Wong Kar-wai (2013)
- Hema Hema: Sing Me a Song While I Wait, regia di Khyentse Norbu (2016)
- Bai du ren, regia di Jiajia Zhang (2016)
- Le avventure di Wuba (Zhuo yao ji 2), regia di Raman Hui (2018)
- Ou Zhou gong lue, regia di Jingle Ma (2018)
- Shang-Chi e la leggenda dei Dieci Anelli (Shang-Chi and the Legend of the Ten Rings), regia di Destin Daniel Cretton (2021)

### Doppiaggio
- Gekijouban Shimajirou no wao!: Shimajirou to kujira no uta, regia di Hiroshi Kawamata, Young Kyun Park e Isamu Hirabayashi (2014)

## Doppiatori italiani
Nelle versioni in italiano delle opere in cui ha recitato, Tony Leung Chiu-Wai è stato doppiato da:
- Sandro Acerbo in Infernal Affairs, Infernal Affairs 3, La battaglia dei tre regni
- Antonio Sanna in The Grandmaster, Shang-Chi e la leggenda dei Dieci Anelli
- Davide Marzi in Hard Boiled
- Mario Cordova in Hong Kong Express
- Danilo De Girolamo in Happy Together
- Gaetano Varcasia in In the Mood for Love
- Tonino Accolla in Chinese Odyssey 2002
- Francesco Prando in Hero
- Massimo Lodolo in 2046
- Edoardo Nordio in Confession of Pain - L'ombra del passato
- Paolo Marchese in Lussuria - Seduzione e tradimento
- Angelo Maggi in Hard Boiled (ridoppiaggio)

## Discografia
- Raining Night (1986)
- Who Wants (1988)
- Love Day by Day (1993)
- One Life One Heart (1994)
- Trapped by Love (1994)
- Day and Night (1994)
- Cannot Forget Collection (1995)
- The Past and the Future (1995)
- Too Affectionate (1995)
- Tony Leung Greatest Hits (June 2000)
- In the Mood for Love (November 2000)
- Wind Sand (2004) (reissued January 2006)

## Premi e riconoscimenti
- Asian Film Awards
  - 2008 - Premio come migliore attore per Lust, Caution
- Festival di Cannes 2000
  - Premio alla migliore interpretazione maschile per In the Mood for Love
- 80ª Mostra internazionale d'arte cinematografica di Venezia
  - Leone d'oro alla carriera
- Chlotrudis Awards
  - 2002 - Candidatura come migliore attore per In the Mood for Love
  - 2005 - Candidatura come migliore attore per Infernal Affairs
- Golden Horse Film Festival
  - 1994 - Premio come migliore attore per Chungking Express
  - 2000 - Candidatura come migliore attore per In the Mood for Love
  - 2003 - Premio come migliore attore per Infernal Affairs
  - 2004 - Premio come migliore attore per 2046
  - 2007 - Premio come migliore attore per Lust, Caution
- Hong Kong Film Awards
  - 1987 - Candidatura come migliore attore per Love Unto Waste
  - 1988 - Premio come migliore attore non protagonista per People's Hero
  - 1990 - Premio come migliore attore non protagonista per My Heart Is That Eternal Rose
  - 1993 - Candidatura come migliore attore non protagonista per Hard-Boiled
  - 1995 - Premio come migliore attore per Chungking Express
  - 1998 - Premio come migliore attore per Happy Together
  - 1999 - Candidatura come migliore attore per Longest Nite
  - 2001 - Premio come migliore attore per In the Mood for Love
  - 2003 - Premio come migliore attore per Infernal Affairs
  - 2005 - Premio come migliore attore per 2046
  - 2009 - Candidatura come migliore attore per La battaglia dei tre regni
  - 2007 - Candidatura come migliore attore per Confessions of Pain
- Golden Bauhinia Awards
  - 1998 - Premio come migliore attore per Happy Together
  - 2003 - Premio come migliore attore per Infernal Affairs
  - 2005 - Premio come migliore attore per 2046
- Hong Kong Film Critics Society Awards
  - 2005 - Premio come migliore attore per 2046[5]
- Independent Spirit Awards
  - 2008 - Candidatura come migliore attore protagonista per Lussuria - Seduzione e tradimento
- Tallinn Black Nights Film Festival
  - 2005 - Premio come migliore attore per 2046